# Kanadas Grand Prix
Kanadas Grand Prix är en deltävling i formel 1-VM som körs på Circuit Gilles Villeneuve i Kanada. F1-loppet har med undantag för åren 1975, 1987, 2009, 2020 och 2021 körts årligen sedan 1967.
Första gången ett lopp i Kanada kallades Kanadas Grand Prix var 1961. Då tävlades det i sportvagnar och arrangerades av British Empire Motor Club (BEMC). Sportvagnsracingen fortskred fram till 1966. Loppet som kördes 1966 var en del av Can-Am-serien. Året därpå fick tävlingen världsmästarstatus och ingår sedan dess i formel 1-VM. Kanadas Grand Prix kördes från början på Mosport Park och Mont-Tremblant. men flyttades den till Circuit Île Notre-Dame i Montréal säsongen 1978. Montréalbanan fick senare namnet Circuit Gilles Villeneuve till minne av den kanadensiske racerföraren Gilles Villeneuve, som omkom i Belgien 1982.

## Vinnare Kanadas Grand Prix
Ljusröd bakgrund betyder att loppet inte ingick i Formel 1-VM.
| År   | Bana              | Förare             | Konstruktör         |
| ---- | ----------------- | ------------------ | ------------------- |
| 1961 | Mosport Park      | Peter Ryan         | Lotus-Climax        |
| 1962 | Mosport Park      | Masten Gregory     | Lotus-Climax        |
| 1963 | Mosport Park      | Pedro Rodríguez    | Ferrari             |
| 1964 | Mosport Park      | Pedro Rodríguez    | Ferrari             |
| 1965 | Mosport Park      | Jim Hall           | Chaparral-Chevrolet |
| 1966 | Mosport Park      | Mark Donohue       | Lola-Chevrolet      |
| 1967 | Mosport Park      | Jack Brabham       | Brabham-Repco       |
| 1968 | Mont-Tremblant    | Denny Hulme        | McLaren-Ford        |
| 1969 | Mosport Park      | Jacky Ickx         | Brabham-Ford        |
| 1970 | Mont-Tremblant    | Jacky Ickx         | Ferrari             |
| 1971 | Mosport Park      | Jackie Stewart     | Tyrrell-Ford        |
| 1972 | Mosport Park      | Jackie Stewart     | Tyrrell-Ford        |
| 1973 | Mosport Park      | Peter Revson       | McLaren-Ford        |
| 1974 | Mosport Park      | Emerson Fittipaldi | McLaren-Ford        |
| 1975 | Kördes ej         | Kördes ej          | Kördes ej           |
| 1976 | Mosport Park      | James Hunt         | McLaren-Ford        |
| 1977 | Mosport Park      | Jody Scheckter     | Wolf-Ford           |
| 1978 | Île Notre-Dame    | Gilles Villeneuve  | Ferrari             |
| 1979 | Île Notre-Dame    | Alan Jones         | Williams-Ford       |
| 1980 | Île Notre-Dame    | Alan Jones         | Williams-Ford       |
| 1981 | Île Notre-Dame    | Jacques Laffite    | Ligier-Matra        |
| 1982 | Gilles Villeneuve | Nelson Piquet      | Brabham-BMW         |
| 1983 | Gilles Villeneuve | René Arnoux        | Ferrari             |
| 1984 | Gilles Villeneuve | Nelson Piquet      | Brabham-BMW         |
| 1985 | Gilles Villeneuve | Michele Alboreto   | Ferrari             |
| 1986 | Gilles Villeneuve | Nigel Mansell      | Williams-Honda      |
| 1987 | Kördes ej         | Kördes ej          | Kördes ej           |
| 1988 | Gilles Villeneuve | Ayrton Senna       | McLaren-Honda       |
| 1989 | Gilles Villeneuve | Thierry Boutsen    | Williams-Renault    |
| 1990 | Gilles Villeneuve | Ayrton Senna       | McLaren-Honda       |
| 1991 | Gilles Villeneuve | Nelson Piquet      | Benetton-Ford       |
| 1992 | Gilles Villeneuve | Gerhard Berger     | McLaren-Honda       |
| 1993 | Gilles Villeneuve | Alain Prost        | Williams-Renault    |
| 1994 | Gilles Villeneuve | Michael Schumacher | Benetton-Ford       |
| 1995 | Gilles Villeneuve | Jean Alesi         | Ferrari             |
| 1996 | Gilles Villeneuve | Damon Hill         | Williams-Renault    |
| 1997 | Gilles Villeneuve | Michael Schumacher | Ferrari             |
| 1998 | Gilles Villeneuve | Michael Schumacher | Ferrari             |
| 1999 | Gilles Villeneuve | Mika Häkkinen      | McLaren-Mercedes    |
| 2000 | Gilles Villeneuve | Michael Schumacher | Ferrari             |
| 2001 | Gilles Villeneuve | Ralf Schumacher    | Williams-BMW        |
| 2002 | Gilles Villeneuve | Michael Schumacher | Ferrari             |
| 2003 | Gilles Villeneuve | Michael Schumacher | Ferrari             |
| 2004 | Gilles Villeneuve | Michael Schumacher | Ferrari             |
| 2005 | Gilles Villeneuve | Kimi Räikkönen     | McLaren-Mercedes    |
| 2006 | Gilles Villeneuve | Fernando Alonso    | Renault             |
| 2007 | Gilles Villeneuve | Lewis Hamilton     | McLaren-Mercedes    |
| 2008 | Gilles Villeneuve | Robert Kubica      | BMW Sauber          |
| 2009 | Kördes ej         | Kördes ej          | Kördes ej           |
| 2010 | Gilles Villeneuve | Lewis Hamilton     | McLaren-Mercedes    |
| 2011 | Gilles Villeneuve | Jenson Button      | McLaren-Mercedes    |
| 2012 | Gilles Villeneuve | Lewis Hamilton     | McLaren-Mercedes    |
| 2013 | Gilles Villeneuve | Sebastian Vettel   | Red Bull-Renault    |
| 2014 | Gilles Villeneuve | Daniel Ricciardo   | Red Bull-Renault    |
| 2015 | Gilles Villeneuve | Lewis Hamilton     | Mercedes            |
| 2016 | Gilles Villeneuve | Lewis Hamilton     | Mercedes            |
| 2017 | Gilles Villeneuve | Lewis Hamilton     | Mercedes            |
| 2018 | Gilles Villeneuve | Sebastian Vettel   | Ferrari             |
| 2019 | Gilles Villeneuve | Lewis Hamilton     | Mercedes            |
| 2020 | Kördes ej         | Kördes ej          | Kördes ej           |
| 2021 | Kördes ej         | Kördes ej          | Kördes ej           |
| 2022 | Gilles Villeneuve | Max Verstappen     | Red Bull            |
| 2023 | Gilles Villeneuve | Max Verstappen     | Red Bull            |
| 2024 | Gilles Villeneuve | Max Verstappen     | Red Bull            |
| 2025 | Gilles Villeneuve | George Russell     | Mercedes            |